# NGC 1097

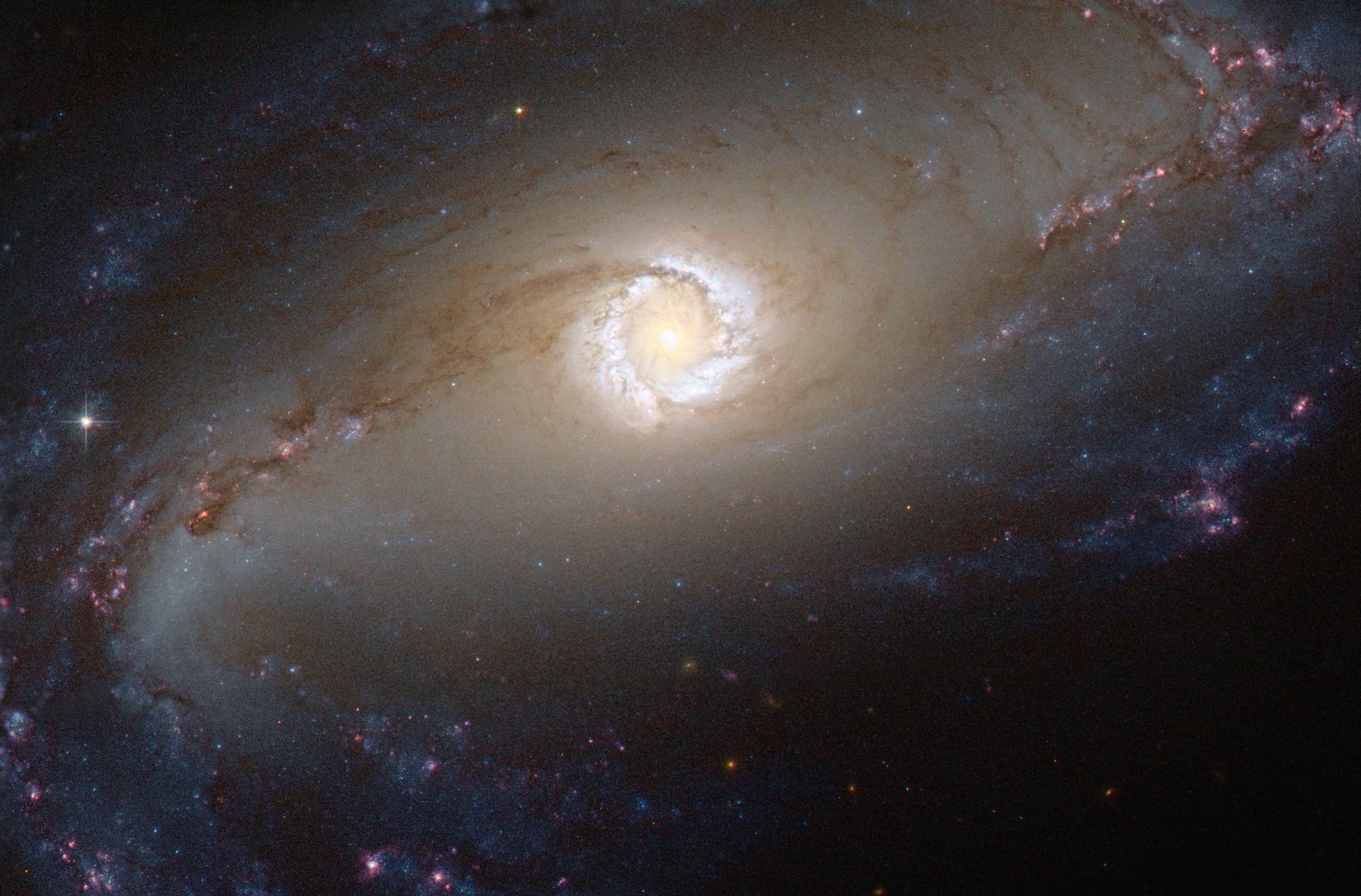
إن جي سي 1097 أو كالدويل 67 هي مجرة زايفرت. ويبدو أن ثقبًا أسودًا كبير الكتلة يشغل مركزها وتقدر كتلته بنحو 100 مليون كتلة شمسية ويقوم بابتلاع المادة المحيطة بة. تم التقاط هذه الصورة باستخدام كاميرا تلسكوب هابل الاستقصائية المتقدمة.

NGC 1097

إن جي سي 1097 أو كالدويل 67 هي مجرة حلزونية ضلعية تبعد هذه المجرة عن الأرض مسافة 45 مليون سنة ضوئية، في الجزء الجنوبي من كوكبة الكور (Fornax)، المجرة الضلعية نوع من المجرات الحلزونية التي يتوسطها ضلع أو قضيب من النجوم (أو بالأحرى حوصلتها ضلعية الشكل). ويعتبر نصف عدد المجرات الحلزونية المعروفة مجرات حلزونية ضلعية.
إن جي سي 1097 تعتبر أيضًا مجرة زايفرت وهو تصنيف لأنواع من المجرات تصدر إشعاعًا ناشئ عن غاز شديد التأين، ويبدو لنا هذا الإشعاع على هيئة خطوط متميزة في الطيف . سميت مجرات زايفرت باسم العالم الفلكي كارل زايفرت، أول من اكتشف هذا النوع من المجرات عام 1943 .

## ثقب أسود
في مركز هذه المجرة، يوجد ثقب أسود فائق الكتلة وتبلغ كتلته ما يتجاوز كتلة شمسنا بـ 100 مليون مرة، يقوم هذا الثقب تدريجيًا بابتلاع المادة الموجودة حوله. تُصدر المنطقة المحيطة مباشرةً بهذا الثقب الأسود إشعاعًا عالي الطاقة جدًا، وهذا الإشعاع ناجم عن سقوط مادة المجرة نحو الثقب الأسود الموجود في مركزها.

تشتعل الحلقة المميزة، المحيطة بالثقب الأسود الموجود في مركز المجرة، بشكلٍ دائم بعملية تشكل نجوم جديدة، وهذا الأمر ناتج عن السقوط المستمر للمواد باتجاه الجزء الداخلي من المجرة. تسطع منطقة تشكل النجوم (الحلقة) هذه باللون الذهبي اللامع والسبب في هذا يعود للإشعاع الصادر خلال سحب الهيدروجين المتأين. يبلغ عرض هذه الحلقة المحيطة بمركز المجرة حوالي 5000 سنة ضوئية، رغم أن الأذرع الحلزونية لهذه المجرة. تمتد أيضا الآلاف السنوات الضوئية.

لدى هذه المجرة صحبة تتكون من مجرتين صغيرتين، هذين الرفيقين هما المجرة NGC 1097A، وهي مجرة بيضاوية تدور على بعد 42000 سنة ضوئية من مركز المجرة NGC 1097، والمجرة القزمة الصغيرة، المعروفة بـ NGC 1097B.

## معرض صور

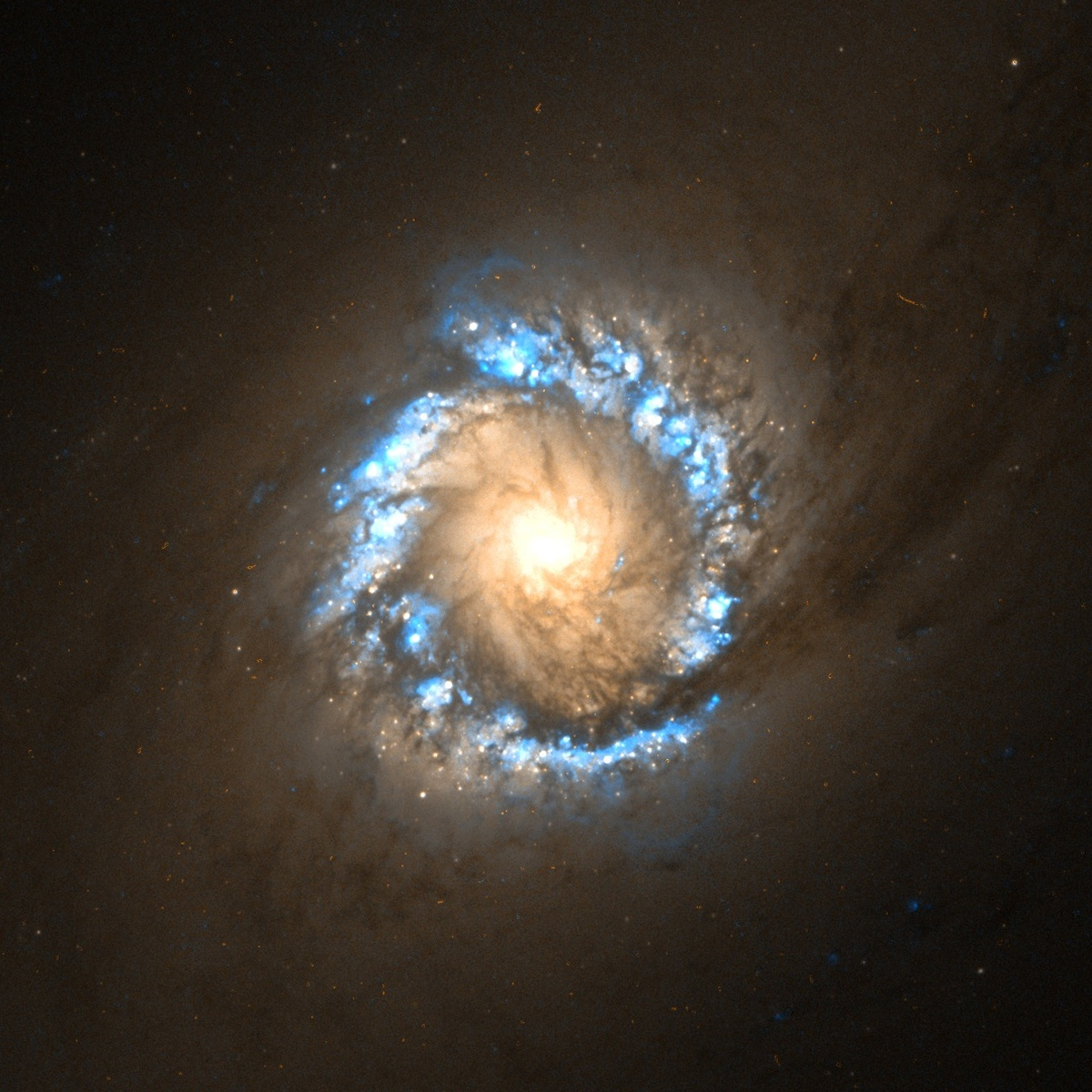
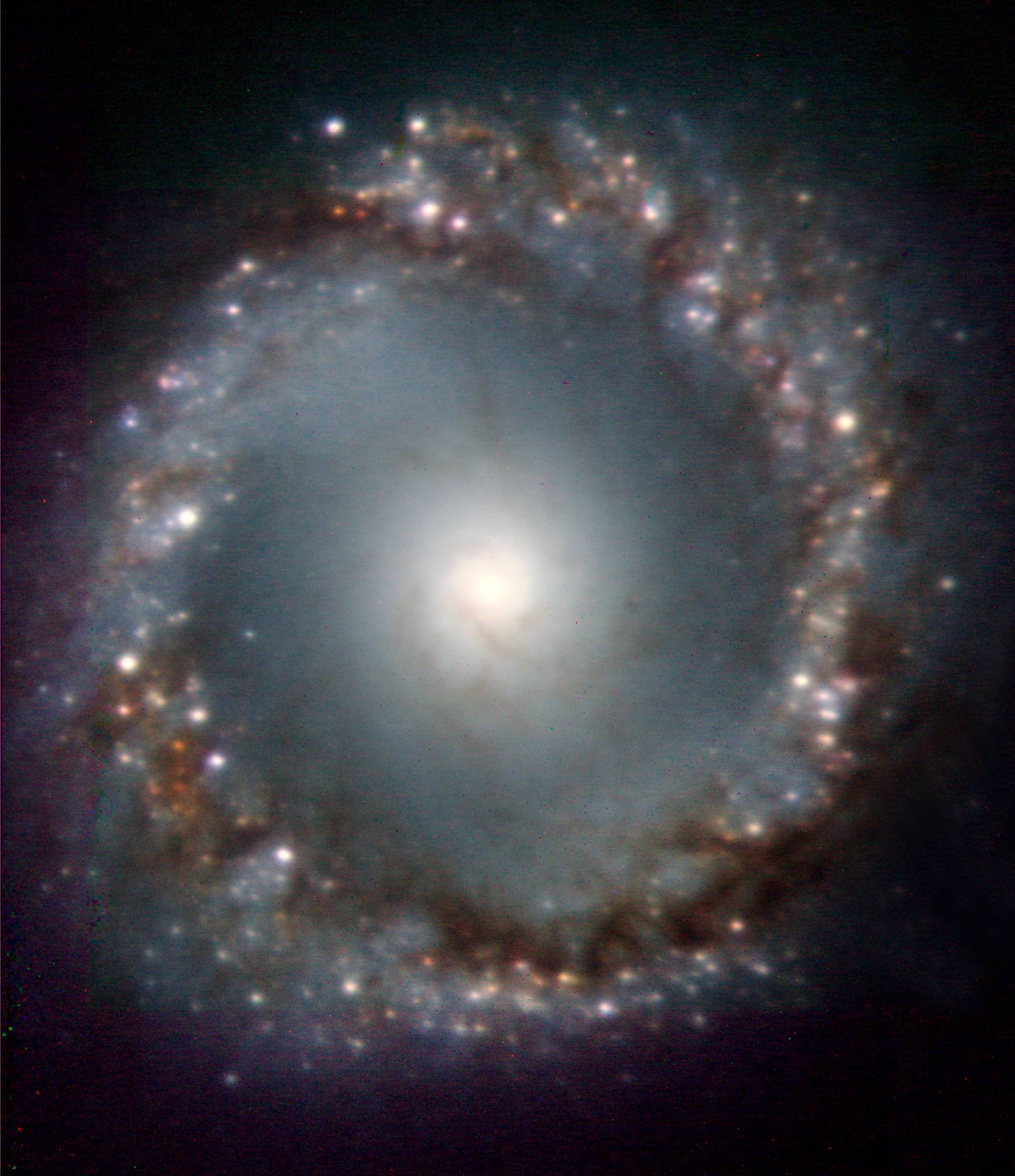
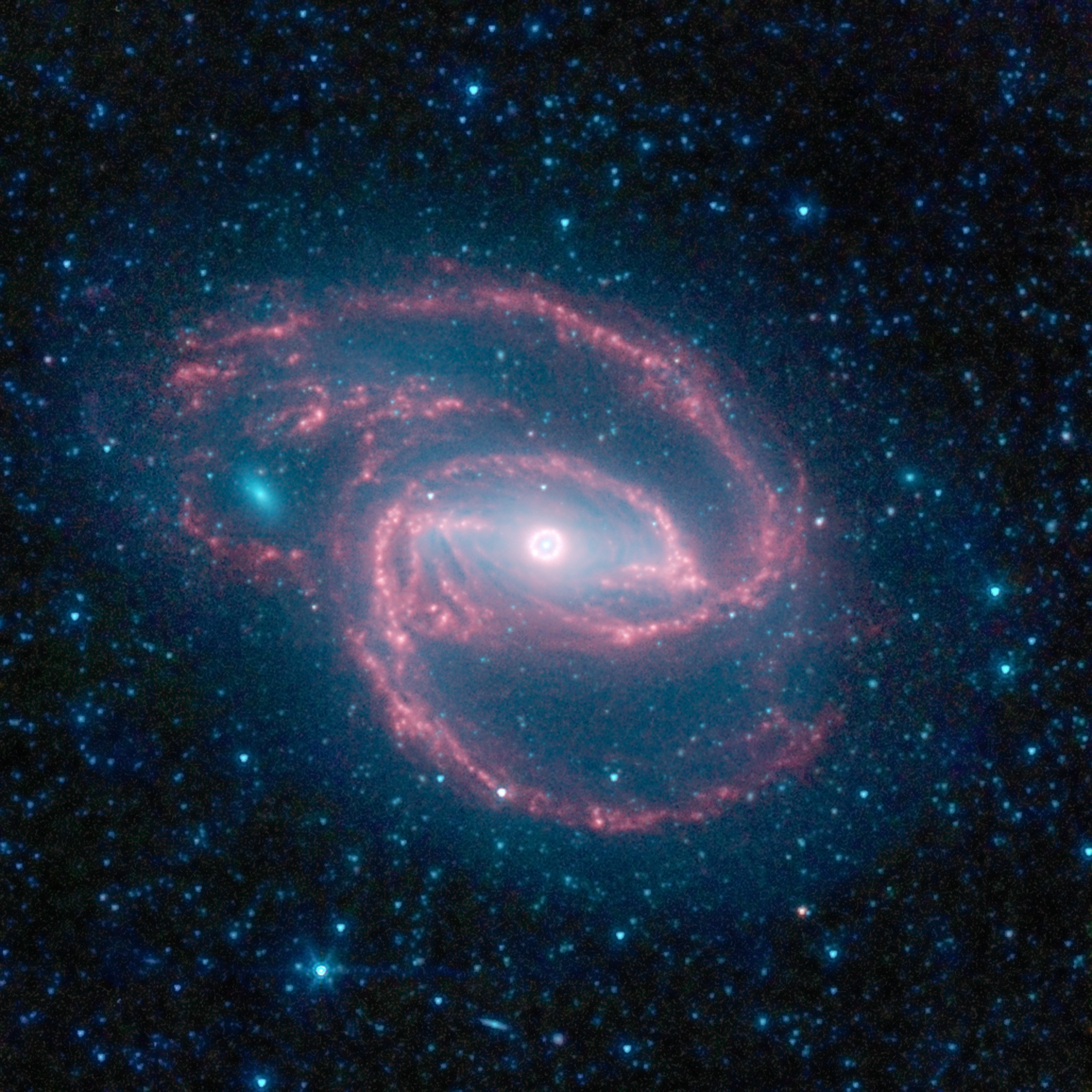

## اقرأ أيضًا
- علم الفلك للأشعة السينية
- نجم زائف
- مجرة قزمة
- مجرة حلزونية
- مجرة إهليجية
- سحابة ماجلان
- خماسية ستيفان
- قزم أبيض
- عملاق أحمر
- الانفجار العظيم
- خط زمني للانفجار العظيم
- نجم نيوتروني
- ثقب أسود
- مسييه 100
- إن جي سي 4449
- أرب 302